# Altenheim

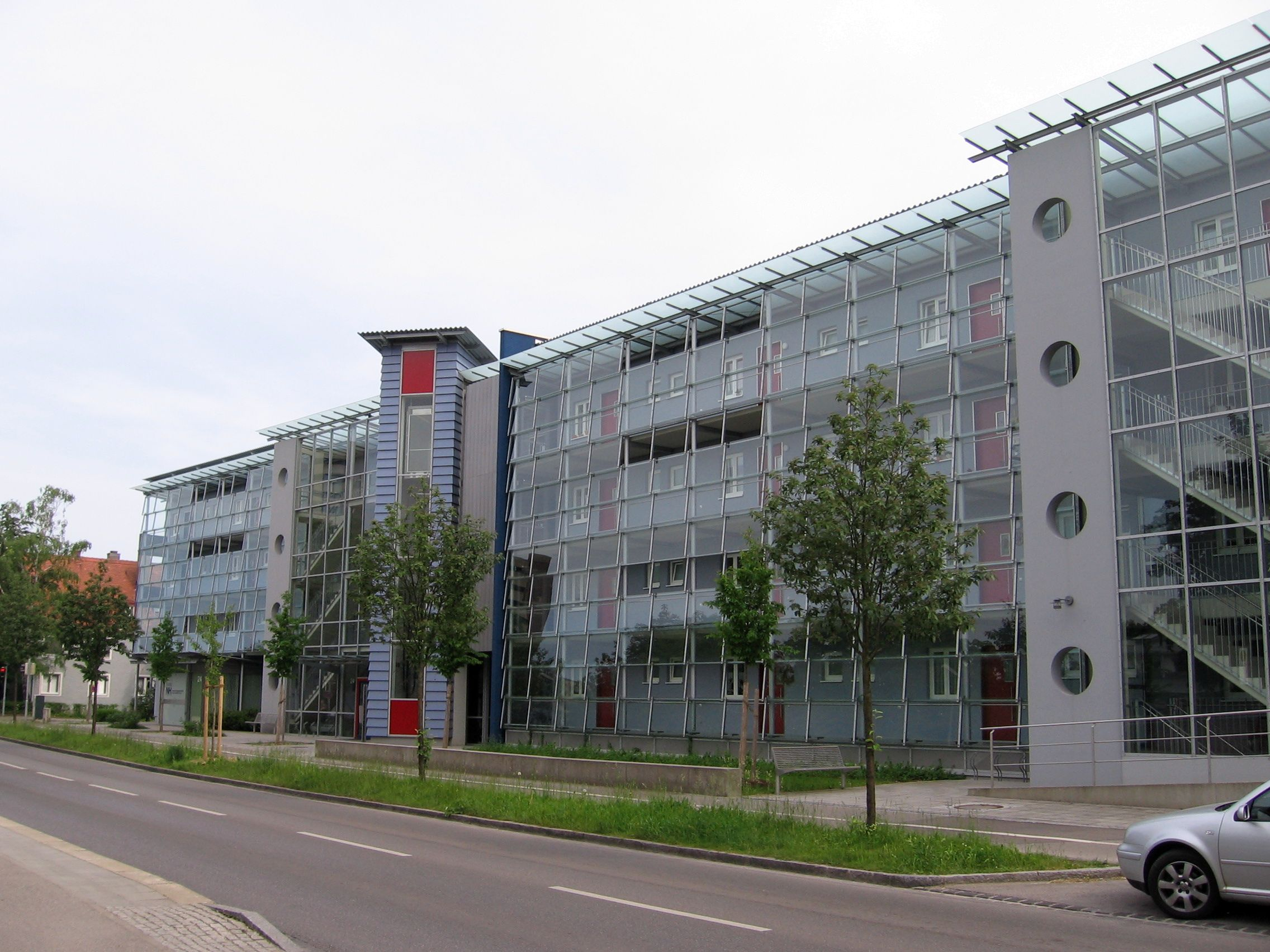
Modernes Seniorenheim in Augsburg-Haunstetten-Siebenbrunn

Ein Altenheim oder Altersheim, auch Feierabendheim, Feierabendhaus, Pensionistenheim, Seniorenheim oder Seniorenresidenz genannt, ist eine Wohneinrichtung für alte Menschen, in der sie Betreuung und Pflege erhalten können. Das Wort „Altenheim“ wird zunehmend als Synonym für Pflegeheim benutzt. In der Schweiz hat sich zusätzlich der Begriff Alterszentrum etabliert.

## Begriffserklärung
Allgemeinsprachlich wird Altenheim als Bezeichnung des Oberbegriffs für jede Form der stationären Fremdversorgung im hohen Alter gebraucht. Fachsprachlich ist das Altenheim dagegen das mittlere Glied zwischen Altenwohnheim und Altenpflegeheim in einer nach dem Schweregrad der Hilfe- und Pflegebedürftigkeit der Bewohner differenzierenden Dreigliedrigkeit stationärer Altenpflegeeinrichtungen:
- Altenwohnheim – Der Bereich Wohnen hat hier das größte Gewicht – andere Leistungen werden nur in geringem Umfang angeboten.
- Altenheim – Hierbei besteht eine (noch) geringe Pflegebedürftigkeit, das selbstbestimmte Leben überwiegt. Dienstleistungen wie Säubern und Aufräumen im Zimmer, Speisenversorgung werden regelmäßig in Anspruch genommen. Die Bewohner führen keinen eigenen Haushalt.
- Altenpflegeheim – Die stationäre Pflege ausgeprägt pflegebedürftiger Menschen steht in diesen Einrichtungen rund um die Uhr im Vordergrund.

Die alternative und landläufig gängige Bezeichnung „Altersheim“ (mit „s“) wird als Fachterminus meist vermieden, weil das Heim für „die Alten“ betrieben wird.
Während die öffentliche Wahrnehmung von Altenheimen von den Aufgaben der Altenpflege beherrscht wird, schreiben Profis: „Das Versorgungsangebot einer Pflegeeinrichtung bestand noch nie nur aus Pflege. Moderne, lebensweltlich orientierte Einrichtungen haben sich dem Normalitätsprinzip und der Teilhabe ihrer Bewohnerer verschrieben.“

## Internationale Situation

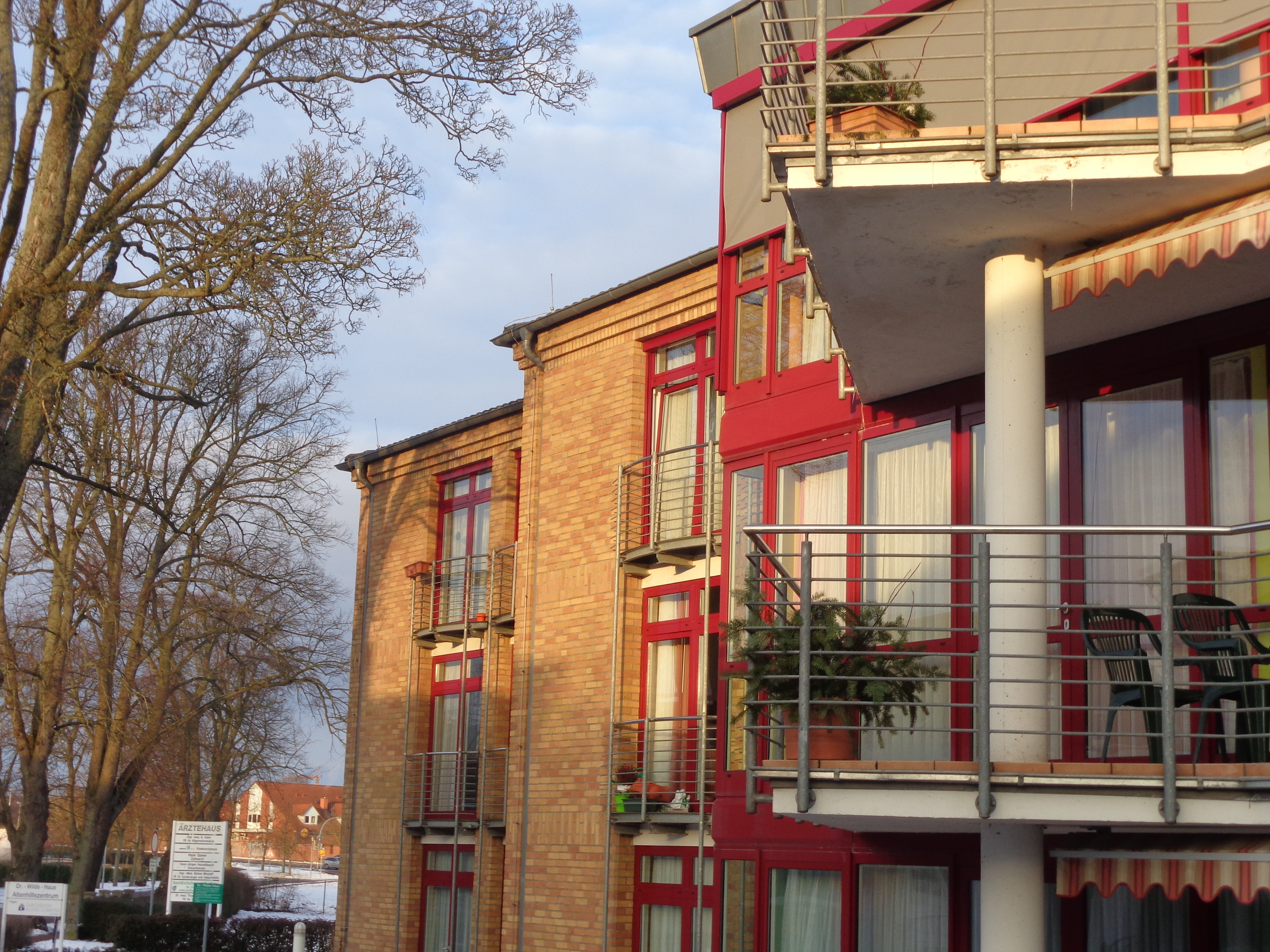
Wilde-Haus in Plau am See

### Deutschland
In Deutschland gibt es unter dem Überbegriff „Alten- oder Seniorenheim“ meist eine dreistufige Versorgung: Altenwohnheim, Altenheim und Altenpflegeheim. Am verbreitetsten sind die Altenpflegeheime. Die Zahl der Pflegeheime stieg in Deutschland von 2003 auf 2005 um sieben Prozent auf 10.424 Heime, im Jahr 2015 waren es insgesamt 13.596 Pflegeeinrichtungen. Sie bieten vollstationäre Dauerpflege an.
In Deutschland bestimmt das Pflegeversicherungsrecht (SGB XI) und Sozialhilferecht (SGB XII) die Rahmenbedingungen für die Anerkennung und Finanzierung von Einrichtungen der stationären Altenpflege. Auf der Grundlage schließen Kostenträger und Heimträger Rahmenvereinbarungen, in denen auch Qualitäts-Mindeststandards definiert werden. Die Heim-Mindestbauverordnung (HeimMindBauVO) bzw. die baurechtlichen Vorschriften der Länder stellen baurechtliche Anforderungen und das landesrechtlich geregelte Heimrecht normiert die Betriebsbedingungen und die Mitbestimmungs- und Verbraucherrechte der Bewohner. Alten- und Pflegeheime unterliegen der Heimaufsicht (oft angesiedelt bei den Stadt- oder Kreis-Sozialämtern, aber auch bei den Gesundheitsämtern). Diese achtet unter anderem darauf, dass die gesetzlichen Mindestanforderungen an die personelle Ausstattung eingehalten werden. Im Auftrag der Pflegekassen führt der Medizinische Dienst der Krankenversicherung (MDK) Qualitätsprüfungen der Heime durch.
Viele Einrichtungen kritisieren, dass sie aufgrund verschärfter Leistungsvergütungsregelungen nicht mehr genügend Personal bzw. nicht ausreichend qualifiziertes Personal beschäftigen bzw. bezahlen könnten. Nach einem allerdings umstrittenen Bericht des Sozialverbands Deutschland (SoVD) starben im Jahr 2004 in deutschen Altenheimen mindestens 10.000 Menschen wegen mangelhafter Versorgung. Nach Meinung der Referentin für Gesundheits- und Pflegepolitik beim SoVD, Gabriele Hesseken, ist die Lage in vielen der 8.440 Alteneinrichtungen mit insgesamt 717.000 Plätzen (Stand 2006) dramatisch: „es [handelt] sich um die größte soziale und humane Katastrophe seit dem Zweiten Weltkrieg“.
Eine für Altenhilfe zuständige Bundessozialministerin Renate Schmidt (SPD) monierte im Herbst 2004 öffentlich, dass eine geprüfte Altenpflegekraft durchschnittlich ein Drittel der Arbeitszeit mit überflüssigen Organisations- und Dokumentationsarbeiten verbringe. Diese Zeit solle besser für die Pflege und Betreuung der Bewohner verwendet werden.

### Australien
Die Altenpflege in Australien ist staatlich organisiert und soll sicherstellen, dass jeder Australier je nach individuellem Einkommen und Vermögen so viel wie möglich zu seinen Pflegekosten beitragen kann. Das bedeutet, dass die Bewohner von Altenheimen nur das bezahlen, was sie sich leisten können, und die australische Regierung zahlt den Rest. Eine australische gesetzliche Behörde, die Productivity Commission, führte ab 2010 eine Überprüfung der Altenpflege durch und berichtete die Ergebnisse im Jahr 2011. Die Überprüfung ergab, dass etwa 80 % der Pflege für ältere Australier durch Familie, Freunde und Nachbarn erbracht wird. Rund eine Million Menschen erhielten staatlich subventionierte Altenpflegedienste, die meisten von ihnen erhielten Unterstützung auf niedriger Ebene in der Gemeinde, 160.000 Menschen waren in ständiger häuslicher Pflege. Der Rest bewohnte Altenheime. Die staatlichen Ausgaben für Altenpflege beliefen sich 2009/10 auf umgerechnet etwa 11 Milliarden US-Dollar.

### Vereinigtes Königreich
Die Altenpflege in Großbritannien wurde traditionell vom Staat finanziert, wird jedoch laut einem gemeinsamen Bericht des King’s Fund und des Nuffield Trust zunehmend rationiert, da die Kosten für die Pflege steigen. Menschen mit geringen Ersparnissen oder anderen Vermögenswerten werden entweder in ihrem eigenen Zuhause (durch Pflegepersonen) oder durch den Umzug in ein Alten- oder Pflegeheim versorgt. Eine größere Anzahl älterer Menschen braucht Hilfe aufgrund einer alternden Bevölkerung und medizinischer Fortschritte, die die Lebenserwartung erhöhen, aber die Regierung immer zahlt weniger aus. Eine Million Menschen die Pflege benötigen, erhalten weder staatliche noch private Unterstützung.
Im Allgemeinen befinden sich Altenheime in Privatbesitz und werden gewinnorientiert betrieben, was eine Verlagerung von einem Modell „Pflege als Dienstleistung“ zu einem Modell „Pflege als Geschäft“ darstellt. Einige kommerziell betriebene Altenheime wurden wegen mangelnder Transparenz über Rücknahmegebühren oder „Veranstaltungsgebühren“ staatlich überprüft. Obwohl die meisten Betreiber von Altenheimen mit Gewinnabsicht betrieben werden, gibt es auch einige große gemeinnützige Organisationen.

### Vereinigte Staaten von Amerika
Nach Angaben des US-Gesundheitsministeriums betrug die Zahl der älteren Menschen – Personen ab 65 Jahren – im Jahr 2009 39,6 Millionen.  Sie repräsentierten 12,9 % der US-Bevölkerung, d. h. etwa jeder achte Amerikaner. Bis 2030 wird es etwa 72,1 Millionen ältere Menschen geben, mehr als doppelt so viele wie im Jahr 2000. Menschen über 65 Jahre machten im Jahr 2000 12,4 % der Bevölkerung aus, aber bis 2030 wird ein Wachstum von 19 % der Bevölkerung erwartet. Dies bedeutet, dass in den kommenden Jahren mehr Nachfrage nach Altenpflegeeinrichtungen besteht. Laut der Assisted Living Federation of America gab es 2009 in den USA mehr als 36.000 Einrichtungen für betreutes Wohnen. Mehr als 1 Million Senioren werden von diesen Einrichtungen für betreutes Wohnen betreut.
Die Ausgaben für das letzte Lebensjahr machen 22 % aller medizinischen Ausgaben in den USA, 26 % aller Medicare-Ausgaben, 18 % aller Nicht-Medicare-Ausgaben und 25 % aller Medicaid-Ausgaben aus.
In den Vereinigten Staaten sind die meisten großen Anbieter von Altenpflegeheimen an der Börse gelistet und werden als gewinnorientierte Unternehmen geführt. Es gibt jedoch Ausnahmen: Der größte Betreiber von Altenheimen in den USA ist die evangelisch-lutherische Good Samaritan Society, eine gemeinnützige Organisation, die nach einer Studie der American Health Care Association aus dem Jahr 1995 6.531 Betten in 22 Bundesstaaten verwaltete.
Die meisten älteren Bürger der USA würden es vorziehen, weiterhin in ihren Häusern zu leben. Viele ältere Menschen verlieren aber nach und nach ihre Funktionsfähigkeit und benötigen entweder zusätzliche Unterstützung zu Hause oder den Umzug in eine Altenpflegeeinrichtung. Ihre erwachsenen Kinder finden es oft schwierig, ihren älteren Eltern zu helfen, die richtigen Entscheidungen zu treffen. Betreutes Wohnen ist eine Option für ältere Menschen, die Hilfe bei alltäglichen Aufgaben benötigen. Es kostet weniger als häusliche Pflege, wird aber für die meisten Menschen immer noch als zu teuer angesehen.
Ein relativ neuer Dienst in den Vereinigten Staaten, ist die Nachsorge (eng. respite care). Dabei werden nur temporär professionelle Pflegekräfte arrangiert, die Hauptlast der Pflege wird von den Angehörigen übernommen. Diese Art der Betreuung bietet familiären Betreuern die Möglichkeit, Urlaub oder Geschäftsreisen zu machen und zu wissen, dass ihr Familienmitglied über eine professionelle vorübergehende Betreuung verfügt. Ohne diese Hilfe müsste das ältere Familienmitglied möglicherweise dauerhaft in eine externe Einrichtung umziehen. Eine andere Art der Pflege in US-Krankenhäusern ist die Akutversorgung in geriatrischen Einheiten oder ACE-Einheiten, die „eine wohnliche Umgebung“ in einem medizinischen Zentrum speziell für ältere Erwachsene bieten.

## Unterscheidung nach Trägern
Institutionell werden Altenheime oft von staatlichen Trägern (in der Regel Gemeinde oder Kreis), freigemeinnützigen (kirchlichen oder karitativ-sozialen Organisationen) oder privaten Betreibern mit unterschiedlichen betriebswirtschaftlichen Zielen unterhalten.
Ihr Anteil beträgt in Deutschland, bezogen auf die Unterbringungszahlen, etwa
| Staatliche Träger                             | etwa 10 %    |
| freigemeinnützige Organisationen(1)           | etwa 30–60 % |
| Stiftungen, denen Gewinnstreben untersagt ist | etwa 1–5 %   |
| Private Betreiber (Kleinbetriebe)             | etwa 15 %    |
| Private Betreiber (Kettenbetriebe)            | unter 15 %   |

(1)Bei den „freigemeinnützigen Organisationen“ gibt es große regionale Unterschiede. Weitere Erläuterung unter Non-Profit-Organisation.
Träger der staatlichen oder der freigemeinnützigen Altenhilfe erhalten, wenn sie ein Altenwohn- und Pflegeheim bauen, zum Teil zinsgünstige Darlehen und Zuschüsse aus öffentlichen Mitteln. Private und kommerzielle Betreiber erhalten fast keine Förderung. Die Betriebskostenfinanzierung für alle Einrichtungen der Altenhilfe in Deutschland, Österreich und der Schweiz ist gesetzlich unterschiedlich geregelt. Dabei wird von einer amtlichen Stelle ein Vergütungssatz pro Tag und Bewohner festgesetzt, der die Wohnungskosten (Unterkunfts-, Hotelkosten), die Betreuung und Verpflegung und die Pflege in Form von Tagespauschalen getrennt enthält. Der Bewohner bezahlt mit seinen Rentenbezügen sowie durch Inanspruchnahme der staatlichen oder der privaten Pflegeversicherung.
Von Stiftungen errichtete Gebäude wurden früher als „Stift“ bzw. „Wohnstift“ bezeichnet.

## Kritik an den Bezeichnungen
Die Bezeichnung Altenheim ist veraltet und oft negativ behaftet. Moderner können die Einrichtungen als Seniorenheim bezeichnet werden. Manche Betreiber nutzen zudem Euphemismen wie „Seniorenresidenz“, wohinter sich mitunter anspruchsvollere und luxuriösere Angebote verbergen können. Da der Begriff aber nicht geschützt ist, wird er auch rein zu Werbezwecken für eher durchschnittliche Einrichtungen genutzt. Weiterhin sollte man berücksichtigen, dass auch jüngere Menschen, die – nach einem Unfall oder einer schweren Erkrankung (Schlaganfall) – ständiger Pflege bedürfen, dauerhaft in einem Pflegeheim wohnen. Wenn also nicht ausschließlich alte Menschen in der Einrichtung leben sollen, ist die Bezeichnung Pflegeheim zutreffend und nicht Altenheim.

## „Betreutes Wohnen“ als Alternative
Viele betagte Menschen ziehen es vor, ihre letzten Lebensjahre möglichst selbstbestimmt beispielsweise in einer Einrichtung für betreutes Wohnen zu verbringen. Im Idealfall handelt es sich dabei um Gebäude oder Siedlungen mit Seniorenwohnungen in altengerechter barrierefreier Bauweise. Der Begriff „Betreutes Wohnen“ ist nicht normiert oder geschützt; solche Einrichtungen weisen daher große Unterschiede auf. Die älteren und teilweise chronisch kranken Bewohner von entsprechenden Wohnanlagen werden durch ambulante Dienste regelmäßig oder auf Abruf betreut (bei leichter Pflegebedürftigkeit oder vorübergehender Erkrankung). Diese Leistungen können von privaten oder gemeinnützigen ambulanten Pflegediensten oder Sozialstationen durchgeführt und einzeln oder pauschal als Gesamtpaket abgerechnet werden. Oft betreiben auch die Träger von Alten- und Pflegeheimen zugleich Einrichtungen für betreutes Wohnen und nutzen dazu gemeinsame Ressourcen. Im günstigsten Fall wird das Prinzip Wohnen bis zum Lebensende angeboten, das es dem Bewohner ermöglicht, auch bei schwerer Pflegebedürftigkeit nicht aus seinem gewohnten eigenen Lebensbereich ausziehen und in eine Pflegeeinrichtung umziehen zu müssen.
Als relativ neue Entwicklung in diesem Bereich sind ambulant betreute Wohngemeinschaften (stationäre Hausgemeinschaften) und hier insbesondere die sogenannten Demenzwohngemeinschaften hervorzuheben. Auch körperlich pflegebedürftige Senioren werden in Senioren-Wohngemeinschaften ambulant betreut. In der Regel ziehen die Senioren zusammen, wenn sie noch agil sind, um nicht alleine leben zu müssen. Wird ein Mitbewohner pflegebedürftig, übernimmt ein Pflegedienst die Pflege. Eine qualifizierte „Betreuungsinstanz“ ist für das Gelingen einer Senioren-Wohngemeinschaft entscheidend. Eine weitere Alternative des betreuten Wohnens ist eine Mehrgenerationen-WG, in der junge Familien mit pflegebedürftigen Senioren zusammenleben und Pflegepersonal von außen die professionelle Pflege übernimmt. So können sich die gesunden Bewohner um die Schwachen kümmern, müssen es aber nicht. Auch wenn Senioren diese Art der Wohngemeinschaft mit bisher Unbekannten häufig gezwungen wählen, weil ein Leben alleine zuhause unmöglich ist, hilft die Gemeinschaft gegen Vereinsamung. Die Bewohner teilen Freud und Leid, betrauern gemeinsam Todesfälle und freuen sich über Geburten.

## Organisatorisches
Die Kosten der stationären Pflegeleistungen werden in Deutschland unterteilt in Pflegekosten (Pflegesatz), Kosten für Unterkunft und Verpflegung, Investitionskosten und Zusatzkosten für Wahlleistungen. Diese Kosten sind die Grundlage für die Bemessung des Heimentgeltes. Außerdem gibt es Refinanzierungsmöglichkeiten für Ausbildungskosten. Kostenpflichtig ist der Heimbewohner, der in Deutschland im Regelfall Anspruch auf Leistungen der Pflegeversicherung hat, die einen Anteil der pflegebezogenen Kosten übernimmt. Die weiteren Anteile am Heimentgelt müssen privat aus dem Einkommen und/oder dem Vermögen aufgebracht werden, oder durch Unterhaltsleistungen der unterhaltspflichtigen Angehörigen. Reichen diese Mittel nicht aus, besteht in Deutschland Anspruch auf Hilfe zur Pflege als Leistung der Sozialhilfe.
In der Vergangenheit wurden Altenheime oft mit Überschüssen im Verhältnis zum Investitions-Aufwand und -Risiko betrieben. Allerdings weigern sich die Kostenträger inzwischen in den so genannten Pflegesatzverhandlungen, tarifliche Vorgaben bei der Personalkostenkalkulation anzuerkennen. Die Folge ist, dass freigemeinnützige oder kommunale Altenheime, die in der Regel weiterhin Tariflöhne zahlen, heute oft erhebliche Einbußen hinnehmen müssen, die bis zur Unterdeckung reichen können. Private Träger haben diese Probleme dagegen meist nicht, da sie in der Bezahlung ihrer Mitarbeiter im Regelfall tariflich nicht gebunden sind bzw. Haustarifverträge ausgehandelt haben.
Der Bau und der Betrieb von Altenheimen ist in allen genannten Ländern gesetzlich geregelt.

## Pflegerische Versorgung
In Altenheimen steht die pflegerische Versorgung der Bewohnenden im Vordergrund. Folglich stehen sie in der Regel unter pflegerischer Leitung. In Deutschland gilt für diese Pflegeeinrichtungen eine Fachkraftquote, die von den Bundesländern festgelegt wird. „50 Prozent der Pflegekräfte in der Altenpflege müssen Fachkräfte sein.“. Wie hoch die Fachkraftquote in Altenheimen sein muss und welche Fachkräfte auf die Quote angerechnet werden, ist umstritten.
Im Februar 2023 veröffentlichte die Pflegekammer Nordrhein-Westfalen Zahlen aus den Mitgliedsdaten. Demnach sind 30 % der registrierten Pflegefachpersonen, die in der (teil-)stationären Versorgung arbeiten, über 55 Jahre alt und geht bald in Rente.

## Ärztliche Versorgung
Obwohl in solchen Heimen sehr viele Bewohner mit zum Teil mehreren und schweren Krankheiten und Behinderungen leben, ist die allgemein- und fachärztliche Versorgung unzureichend. So hat eine Studie der Stiftung „Daheim im Heim“ 2005 durch eine Befragung von 782 Heimen mit 65.000 Plätzen festgestellt, dass es nur in acht dieser 782 Heime angestellte Heimärzte gibt. Bei 81 Prozent der Bewohner wurden keine Arztbesuche außerhalb des Heimes verzeichnet. An dieser Situation hat sich seither nichts Grundlegendes verändert. Als eine Ursache dafür wird oft die unzureichende Honorierung der Ärzte angegeben. Prinzipiell stellt die Gesundheitspolitikerin Ursula Lehr als Mitautorin der Studie fest: „Wie oft könnte eine Facharztbehandlung nicht nur der Lebensqualität und größeren Selbstständigkeit der Bewohner helfen, sondern auch den Pflegeaufwand reduzieren.“ 2013 gab das Deutsche Institut für Medizinische Dokumentation und Information eine umfangreiche Publikation zu diesem Problem heraus. Weil das Thema kaum bewusst und von den Medien nur sehr selten aufgegriffen wird, hat die Initiative Nachrichtenaufklärung es im Jahr 2011 an die 5. Stelle der am meisten vernachlässigten Themen gesetzt.

## Besondere Altenheime
Giuseppe Verdi stiftete in Mailand die Casa di Riposo per Musicisti, ein Altenheim für 60 Musiker und Opernsänger. Die Légion étrangère unterhält in Puyloubier eines von vielen Altenheimen. Die Vaterstädtische Stiftung bietet in Hamburg betreutes Wohnen für ältere Menschen an. Das noch als Alten- und Pflegeheim genutzte Lübecker Heilige-Geist-Hospital gehört zum Weltkulturerbe. In den Neuen Ländern betreibt die Volkssolidarität viele Altenheime (auch für Alkoholkranke).
Eine Sonderform in der Schweiz ist das Dienstbotenheim Oeschberg (Koppigen). Dort werden seit Jahren Knechte und Mägde, die in das Rentenalter gekommen sind, in ihrer gewohnten Umgebung bis ins hohe Alter begleitet. Diese alten Menschen verrichten weiterhin Arbeiten im Stall, Haushalt oder Wald, wie sie es gewohnt sind, und im Umfang an ihre Fähigkeiten angepasst. Diese Wohnform wird immer weniger nachgefragt, weil es in der Schweiz immer weniger ehemalige Knechte und Mägde gibt. Es ermöglicht aber diesen Menschen, ihr einfaches Leben, das aus Arbeit besteht, bis an ihr Lebensende weiterzuführen.